# Hortênsia (romance)
```
      = 
Predefinição:HORTÊNCIA
```

Hortência é uma obra literária de estética naturalista, composta pelo escritor paraense João Marques de Carvalho em 1888.

## História
O romance, que suscitou bastante polêmica à época, retrata o incesto entre dois irmãos. Foi impresso na tipografia da Livraria Moderna em Belém, além de ter sido o primeiro a ser enredado na cidade. O ano de estréia do livro marcou a publicação de diversos outros de temática naturalista que vieram na esteira de O Homem (1887), de Aluísio Azevedo.

## Referência
- COUTINHO, Afrânio; SOUSA, J. Galante de. Enciclopédia de literatura brasileira. São Paulo: Global.